# San Andrés (Cotoca)
San Andrés ist eine Ortschaft im Departamento Santa Cruz im südamerikanischen Anden-Staat Bolivien.

## Lage im Nahraum
San Andrés ist der elftgrößte Ort des Kantons Cotoca im Municipio Cotoca in der Provinz Andrés Ibáñez und liegt auf einer Höhe von 373 m. San Andrés liegt 25 Kilometer westlich des Río Grande, einem der längsten Flüsse im Binnenstaat Bolivien.

## Geographie
San Andrés liegt im bolivianischen Tiefland östlich der Anden-Gebirgskette der Cordillera Central. Die Region weist ein subtropisches Klima mit ausgeglichenem Temperaturverlauf auf.
Die mittlere Durchschnittstemperatur der Region liegt bei 24 °C, die Monatswerte schwanken nur unwesentlich zwischen 20 °C im Juli und 26 °C im Dezember (siehe Klimadiagramm Santa Cruz). Der Jahresniederschlag beträgt etwa 1000 mm, die monatlichen Niederschläge liegen zwischen unter 50 mm in den Monaten Juli und August und über 150 mm im Januar.

## Verkehrsnetz
San Andrés liegt in einer Entfernung von 24 Straßenkilometern östlich von Santa Cruz, der Hauptstadt des Departamentos.
Von Santa Cruz aus führt die asphaltierte Nationalstraße Ruta 4/Ruta 9 in östlicher Richtung 20 Kilometer bis Cotoca und weiter nach Puerto Pailas, wo sie den Río Grande überquert und zur Stadt Pailón führt. Dort teilen sich die beiden Nationalstraßen, die Ruta 4 führt über 587 Kilometer bis nach Puerto Suárez an der brasilianischen Grenze, und die Ruta 9 führt 1175 Kilometer nach Norden bis Guayaramerín.
Zwei Kilometer westlich von Cotoca bei der Ortschaft Tarope zweigt eine asphaltierte Landstraße in südlicher Richtung von der Nationalstraße Ruta 4/Ruta 9 ab und erreicht nach weiteren sechs Kilometern über El Bisito die Ortschaft San Andrés.

## Bevölkerung
Die Ortschaft weist bei der letzten Volkszählung aus dem Jahr 2012 eine Einwohnerzahl von 765 Personen auf. Ältere Daten liegen derzeit nicht vor.
| Jahr | Einwohner         | Quelle       |
| ---- | ----------------- | ------------ |
| 1992 | keine Detaildaten | Volkszählung |
| 2001 | keine Detaildaten | Volkszählung |
| 2012 | 765               | Volkszählung |
| 2024 |                   | Volkszählung |

Die Region weist einen gewissen Anteil an Quechua-Bevölkerung auf, im Municipio Cotoca sprechen 17,8 Prozent der Bevölkerung Quechua.